# محمد أفندي البديري
محمد أفندي البُدَيري (1747 - 19 نوفمبر 1805) (1160 - 27 شعبان 1220) عالم مسلم ومتصوف فلسطيني عثماني، عالم أزهري، وشيخ الطريقة الخلوتية، وأحد أعلام القدس البارزين في إبان حملة نابليون. تولى التدريس والإرشاد وإحياء الأذكار في الأقصى، وفي بيته الملاصق لسور الحرم من الجهة الغربية، عند باب المجلس. هو مؤسس عائلة البديري في القدس وفلسطين عامة.